# 744 Aguntina
744 Aguntina è un asteroide della fascia principale del diametro medio di circa 58,69 km. Scoperto nel 1913, presenta un'orbita caratterizzata da un semiasse maggiore pari a 3,1690390 UA e da un'eccentricità di 0,1218836, inclinata di 7,70664° rispetto all'eclittica.
Il suo nome fa riferimento ad Aguntinum, un'antica colonia romana nella provincia di Norico, in Austria, dalla quale proveniva lo scopritore.